# غواصة يو أس أس نوتيلوس
يو أس أس نوتيلوس غواصة أمريكية، تعتبر أول غواصة وصلت القطب الشمالي، صنعتها شركة جنرال ديناميكس لصالح البحرية الأمريكية تم إلحاقها بالخدمة في الحادي عشر من يناير عام 1954 م
يبلغ وزنها فارغة 2980 طن وحمولتها القصوى 3520 طن وبلغ طولها 97.5 متر و 8.5 متر عرضا وحملت داخلها 13 ظابطا بحريا و 92 بحارا، أما قدرتها التسليحية فتبلغ 6 طوربيدات
حملت الغواصة الموديل رقم (SSN-571)
تم إيقافها عن الخدمة عام 1980 م